# 古国府城
古国府城（ふるこくふじょう）は、富山県高岡市伏木古国府に在った日本の城。如意城（にょいじょう）とも言う。とやま城郭カードNo.30。

## 規模
伏木港を見下ろす、やや高台となっている場所に築かれた平城。西約4キロメートルに在った越中守山城の出城として、伏木港を押さえる役割を持っていたと考えられている。城跡には勝興寺が建っており、城域は勝興寺の寺域全体に及ぶとされているがそれ以上である可能性も有る。寺の周囲を囲む大きな土塁や空堀は古国府城のものであるとされている。2007年（平成19年）には主郭の堀の北側に別の堀、腰曲輪が発見されている。
この辺りには国庁や国分寺、国守館などが在ったと言われているが、瓦の原料となる粘土が採れる地であり長年に亘り採掘され続けてきた事、また市街地である為に発掘作業は難航しており、古国府城の城域特定もなかなか難しい。

## 名前の由来
その名の通り越中国府跡であった。国府の全容は明らかになってはいないが、掘立柱建物や柵、溝、廊といった遺構が見つかっている。

## 歴史
- 天正年間、守山城主神保氏張によって築かれたと言われているが、それ以前から存在した可能性もある。
- 天正5年（1577年）12月23日、『上杉家家中名字尽』に神保安芸守（氏張）と勝興寺の名前が見える。
- 天正9年（1581年）4月、越中木舟城主石黒成綱によって越中安養寺御坊（勝興寺）が焼き討ちされ、焼亡。
- 天正11年（1583年）、佐々成政が越中平定。氏張も平定に尽力し成政の配下に名を連ねる。
- 天正12年（1584年）、成政が豊臣秀吉と敵対姿勢を強め、隣国の前田利家との争いも激しさを増す。成政は越中一向一揆勢力を味方に付ける為に古国府城の一円を勝興寺に寄進し、移設（再建）された。これにより古国府城は事実上廃城したと言える。
- 天正13年（1585年）、富山の役。成政は降伏し、勝興寺周辺は前田家の所領となるも勝興寺は手厚い保護を受けた。以降幕末まで前田家と勝興寺は血縁的にも密接な関係を保ち続けることとなる。

## 現状
跡地に勝興寺が建つ。土塁に古国府城の面影を微かに感じることができる。隅櫓そのままといった趣きの太鼓堂など城郭伽藍としての色合いも残っている。境内に古国府城の案内板が建てられている。